# KBB vol.1
『KBB vol.1』は、KANA-BOONのメジャー1枚目のコンピレーション・アルバム(B面集)。2018年3月14日、Ki/oon Recordsより発売された。

## 概要
- 自身初のベスト・アルバム(B面集)である[注 1]。
- CDは初回生産限定盤・通常盤の2形態で発売。
- 1stシングル『盛者必衰の理、お断り』から11thシングル『バトンロード』までのカップリングを1曲ずつと、1stミニ・アルバム『僕がCDを出したら』収録の「さくらのうた」のアコースティックバージョンと、新曲の「Flame」を収録。
- 初回限定盤の特典DVDには、「KANA-BOONのバイバイハローツアー 2017 年越し編 〜バイバイ 2017、ハロー2018！〜」を収録。
- 初回生産限定盤と通常盤の初回仕様には「どうでもいいオマケ016」を封入している。

## パッケージ
初回生産限定盤（KSCL-3040・3041）
- 「KANA-BOONのバイバイハローツアー 2017 年越し編 〜バイバイ 2017、ハロー2018！〜」LIVE & 密着映像
- CD+DVD
- どうでもいいオマケ016

通常盤（KSCL-3042）
- CD
- どうでもいいオマケ016（初回仕様のみ）

## 楽曲解説
1. スパイラル
  - 7thシングル『ダイバー』カップリング
  - PlayStation 4用ゲーム『NARUTO -ナルト- 疾風伝 ナルティメットストーム4』のオープニングテーマ
2. PUZZLE
  - シナリオアートとのスプリット・シングル『talking/ナナヒツジ』初回盤Bカップリング
3. バカ
  - 5thシングル『シルエット』カップリング
4. ハッピーエンド
  - 1stシングル『盛者必衰の理、お断り』カップリング
5. スーパームーン
  - 10thシングル『Fighter』カップリング
6. 夜のマーチ
  - 3rdシングル『フルドライブ』カップリング
7. LOSER
  - 9thシングル『Wake up』カップリング
8. アナートマン
  - 11thシングル『バトンロード』カップリング
9. I don't care
  - 8thシングル『ランアンドラン』カップリング
10. ロックンロールスター
  - 4thシングル『生きてゆく』カップリング
11. 桜の詩
  - 2ndシングル『結晶星』カップリング
12. タイムトリッパー
  - 6thシングル『なんでもねだり』カップリング
13. Flame
  - 新曲
14. さくらのうた (acoustic version)
  - 1stミニアルバム『僕がCDを出したら』収録曲のアコースティックバージョン

## 収録曲
CD
| 全作詞・作曲: 谷口鮪、全編曲: KANA-BOON。 |                                     |        |            |      |
| #                                         | タイトル                            | 作詞   | 作曲・編曲 | 時間 |
| 1.                                        | 「スパイラル」                      | 谷口鮪 | 谷口鮪     | 3:01 |
| 2.                                        | 「PUZZLE」                          | 谷口鮪 | 谷口鮪     | 4:26 |
| 3.                                        | 「バカ」                            | 谷口鮪 | 谷口鮪     | 3:33 |
| 4.                                        | 「ハッピーエンド」                  | 谷口鮪 | 谷口鮪     | 2:22 |
| 5.                                        | 「スーパームーン」                  | 谷口鮪 | 谷口鮪     | 4:54 |
| 6.                                        | 「夜のマーチ」                      | 谷口鮪 | 谷口鮪     | 4:25 |
| 7.                                        | 「LOSER」                           | 谷口鮪 | 谷口鮪     | 3:46 |
| 8.                                        | 「アナートマン」                    | 谷口鮪 | 谷口鮪     | 3:16 |
| 9.                                        | 「I don't care」                    | 谷口鮪 | 谷口鮪     | 3:17 |
| 10.                                       | 「ロックンロールスター」            | 谷口鮪 | 谷口鮪     | 3:12 |
| 11.                                       | 「桜の詩」                          | 谷口鮪 | 谷口鮪     | 5:23 |
| 12.                                       | 「タイムトリッパー」                | 谷口鮪 | 谷口鮪     | 3:46 |
| 13.                                       | 「Flame」                           | 谷口鮪 | 谷口鮪     | 3:15 |
| 14.                                       | 「さくらのうた (acoustic version)」 | 谷口鮪 | 谷口鮪     | 5:10 |
| 合計時間:                                 | 合計時間:                           | 53:46  |            |      |

初回生産限定盤DVD
| #   | タイトル                                 | 作詞 | 作曲・編曲 |
| --- | ---------------------------------------- | ---- | ---------- |
| 1.  | 「- Introduction -」                     |      |            |
| 2.  | 「A.oh!!」                               |      |            |
| 3.  | 「ディストラクションビートミュージック」 |      |            |
| 4.  | 「人間砂漠」                             |      |            |
| 5.  | 「Fighter」                              |      |            |
| 6.  | 「涙」                                   |      |            |
| 7.  | 「結晶星」                               |      |            |
| 8.  | 「一番星」                               |      |            |
| 9.  | 「それでも僕らは願っているよ」           |      |            |
| 10. | 「ないものねだり」                       |      |            |
| 11. | 「- カウントダウン -」                   |      |            |
| 12. | 「バトンロード」                         |      |            |
| 13. | 「バイバイハロー」                       |      |            |
| 14. | 「- Conclusion -」                       |      |            |